# Rajd Warszawski 1979
17. Rajd Warszawski – 17. edycja Rajdu Warszawskiego. Był to rajd samochodowy rozgrywany od 5 do 7 października 1979 roku. Była to piąta runda Rajdowych Samochodowych Mistrzostw Polski w roku 1979 oraz czterdziesta druga runda Rajdowych Mistrzostw Europy w roku 1979 (o współczynniku - 2). Rajd składał się z trzydziestu pięciu odcinków specjalnych (odwołano jeden odcinek). Został rozegrany na nawierzchni asfaltowej. Zwycięzcą rajdu został Maciej Stawowiak.

## Wyniki końcowe rajdu[1][2]
| Miejsce | Kierowca                 | Pilot               | Samochód              | Czas    | Strata | Grupa Klasa   |
| ------- | ------------------------ | ------------------- | --------------------- | ------- | ------ | ------------- |
| 1       | Maciej Stawowiak         | Jacek Różański      | FSO Polonez 2000      | 2:40:00 | -      | GEN GEN       |
| 2       | Błażej Krupa             | Piotr Mystkowski    | Renault 5 Alpine      | 2:42:01 | +2:00  | II 8-9 II/4-8 |
| 3       | Manfred Essig            | Dieter Oberortner   | Opel Kadett GT/E      | 2:52:39 | +12:38 | I             |
| 4       | Andrzej Koper            | Marek Pawłowski     | Renault 5 Alpine      | 2:52:41 | +12:41 | II 8-9 II/4-8 |
| 5       | Hans Britth              | Hans Andersson      | Ford Escort RS 2000   | 2:58:26 | +18:25 | I             |
| 6       | Jeremi Doria-Dernałowicz | Jacek Lisicki       | Polski Fiat 125p 1500 | 3:00:13 | +20:12 | I 3-4 I/3-8   |
| 7       | Andrzej Radecki          | Krzysztof Burzyński | Polski Fiat 125p 1500 | 3:01:17 | +21:16 | II 8-9 II/4-8 |
| 8       | Poul Weinreich           | Pihl Leo            | Opel Kadett GT/E      | 3:01:17 | +21:16 | I             |
| 9       | Jerzy Kobyliński         | Janusz Siniarski    | Polski Fiat 125p 1500 | 3:04:07 | +24:06 | I 3-4 I/3-8   |
| 10      | Ryszard Granica          | Jerzy Werner        | Polski Fiat 125p 1500 | 3:08:05 | +28:04 | I 3-4 I/3-8   |
| 11      | Ryszard Plucha           | Tomasz Szostak      | Polski Fiat 125p 1500 | 3:08:50 | +28:49 | I 3-4 I/3-8   |
| 12      | Andrzej Białowąs         | Wojciech Ondraczek  | Polski Fiat 125p 1500 | 3:13:35 | +33:34 | I 3-4 I/3-8   |
| 13      | Lech Radkiewicz          | Julian Obrocki      | Fiat 128 Sport Coupé  | 3:13:49 | +33:48 | I 3-4 I/3-8   |

1. 1 2 3  Nieliczony w klasyfikacji RSMP